# المسامرة (مدغل الجدعان)

تعديل مصدري - تعديل

المسامرة هي إحدى قرى عزلة مدغل الجدعان بمديرية مدغل الجدعان التابعة لمحافظة مأرب، بلغ تعداد سكانها 86 نسمة حسب تعداد اليمن لعام 2004.